# .bcn
.bcn es un dominio genérico de primer nivel para la ciudad de Barcelona, Cataluña, España, creado el 4 de junio de 2015.
Según el Ayuntamiento de Barcelona, el dominio .bcn pretende mantener una relación de «cooperación y suma de esfuerzos» con el dominio .cat, aunque la propuesta ha recibido críticas de la Generalidad de Cataluña y de diversas personalidades del mundo cultural y tecnológico de Cataluña.
Otro dominio genérico de primer nivel para Barcelona es .barcelona.